# Donzela de Van Bebber
A donzela de Van Bebber (Chromis vanbebberae) é uma espécie de donzela que foi descrita no ano de 2020. A etimologia de vanbebberae é uma homenagem para Barbara Van Bebber, uma piloto de submersível muito talentosa no Caribe, que ajudou na coleta e nas observações da espécie. As autoridades cientificas para esta espécie são McFarland, Baldwin, Robertson, Rocha & Tornabene.

## Identificação

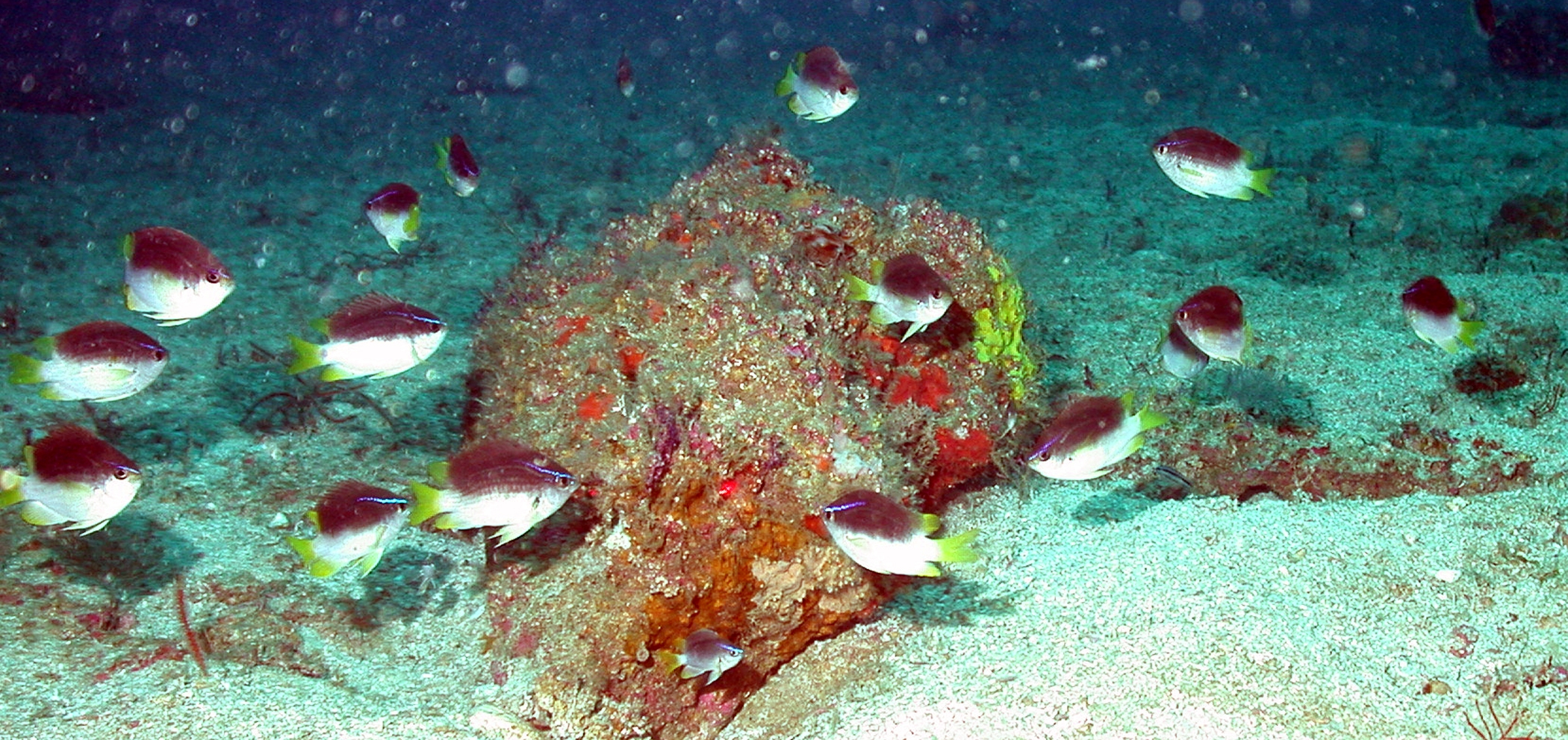
Chromis enchrysurus, espécie semelhante à Chromis vanbeberae.

Descrito inicialmente em 1882, Chromis enchrysurus, é uma espécie de donzela que possui a cauda amarela e um tom cinza amarronzado. Mas em 1983 foram observados exemplares com caudas brancas em vez de amarelas, mas os limites morfológicos e geográficos entre os dois morfos de cor não foram bem compreendidos. Aproveitando o material recém-coletado de estudos submersíveis de recifes profundos e fotografias de mergulhos com rebreather, este estudo buscou determinar se a donzela cauda branca é realmente uma morfologia colorida de Chromis enchrysurus ou uma espécie distinta. Uma análise de componente principal com base em 27 caracteres morfológicos separou os dois grupos em grupos que correspondem à coloração da nadadeira caudal, que era conhecida ou presumida com base no local de coleta das espécimes de acordo com dados biogeográficos sobre os limites das espécies no Caribe. Dados genéticos, morfológicos e biogeográficos indicam que a donzela de Van Bebber é uma espécie distinta em comparação ao Chromis enchrysurus.

## Distribuição
Analises de sua distribuição geográfica de morfos de cores indicam pouca sobreposição entre os morfos de cauda amarela e branca. Os indivíduos de cauda amarela ocupam o Golfo do México até a ponta leste da Península de Iucatã, oeste de Cuba, Flórida e a costa do Atlântico sul dos EUA. A forma de cauda branca ocorre das Bahamas, Bermudas e Caribe, ao sul ao longo da costa da América do Sul até São Paulo, Brasil e ilhas oceânicas brasileiras (Atol das Rocas, Fernando de Noronha, São Pedro e São Paulo e Trindade), e foi previamente registrado na maioria desses locais como C. enchrysurus (Pinheiro et al. 2018). A fronteira exata de Cuba entre as duas transformações de cores é incerta devido aos dados limitados. Há uma área de sobreposição em Florida Keys. 

## Habitat
Chromis vanbebberae ocorre em uma variedade de habitats profundos de recifes em profundidades entre 49 e pelo menos 178 m, incluindo encostas rochosas de recifes, afloramentos de corais, em torno de esponjas, pedras e cavernas. Em áreas de águas mais frias no sudeste do Brasil (estados de Espírito Santo, Rio de Janeiro e São Paulo), eles são vistos em profundidades de até 10 m. Em Curaçao, os indivíduos são frequentemente encontrados perto de rochas localizadas em fundos arenosos abertos e desprovidos de outra estrutura, que frequentemente ocupam com os Serranus phoebe ou S. notospilus. Eles também são frequentemente encontrados em torno de substratos artificiais, como naufrágios (por exemplo, o naufrágio Queen of Nassau no sudeste da Flórida), pneus e cordas abandonadas e equipamentos de pesca. Esta espécie e a donzela sol (C. insolata) (Cuvier & Valenciennes, 1830), são os dois pomacentrídeos mais comuns em recifes mesofóticos inferiores e rarifóticos no Caribe. No Brasil, C. insolata é substituída por sua contraparte mesofótica meridional, a donzela jubauna (C. jubauna)(Moura, 1995) e esta última frequentemente carda com C. vanbebberae em recifes costeiros; entretanto, C. vanbebberae é a única donzela mesofótica registrada nas ilhas oceânicas brasileiras.